# Yamato Takeru
El príncipe Yamato Takeru (日本武尊?), originalmente Príncipe Ousu (小碓命 Ousu no Mikoto?) fue un semilegendario príncipe japonés de la dinastía Yamato, hijo del Emperador Keikō, un mítico monarca que tradicionalmente se cuentan como el duodécimo Tennō o emperador de Japón. Es un héroe popular de la historia japonesa antigua, famoso por su valor e ingenio, de quien se dice que conquistó el Kumaso y la parte oriental de Japón. 
Las historias de su vida y muerte son narradas principalmente en las crónicas del siglo VIII Kojiki (712) y Nihon Shoki (720), aunque también son mencionadas en el Kogo Shūi (807) y en algunas historias como el the Hitachi no Kuni Fudoki (常陸国風土記?) (721). Uno de sus hijos más tarde se convirtió en el Emperador Chūai, tradicionalmente considerado como el decimocuarto emperador de Japón. 
Su existencia histórica es incierta, pero los libros anteriormente mencionados permiten datar su vida en algún punto entre el siglo IV a. C. y el siglo I. Existen detalles diferentes entre los dos libros ya mencionados y la versión del Kojiki es asumida como fiel a la forma antigua de esta leyenda. 

## Biografía legendaria

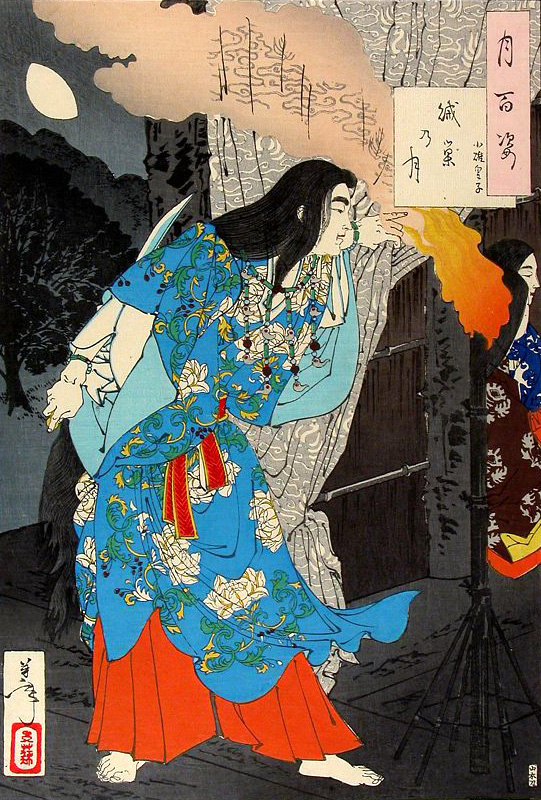
Yamato Takeru vestido de criada, preparándose para matar a los líderes Kumaso. Xilografía sobre papel. Yoshitoshi, 1886.

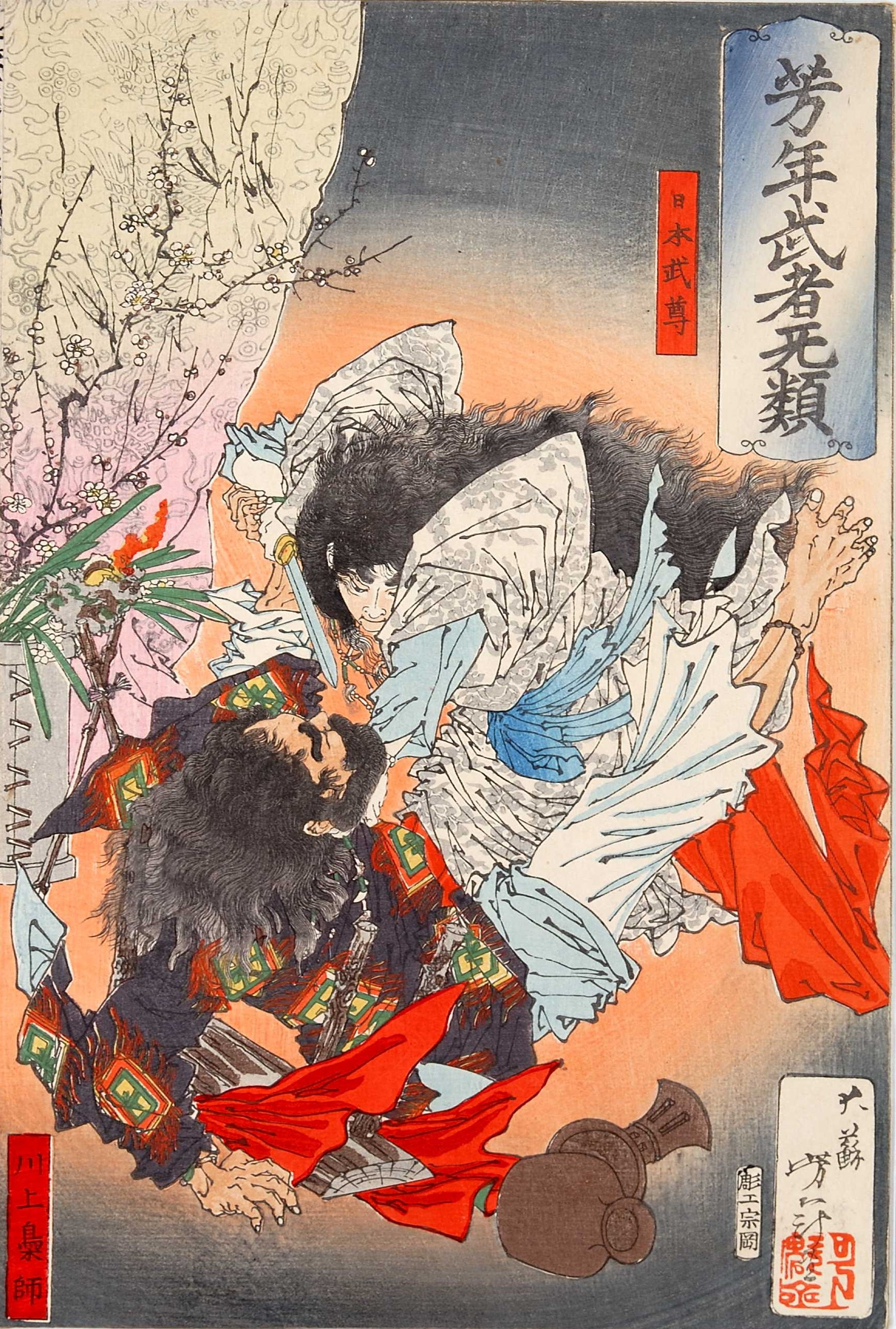
Yamato Takeru ataca al líder de los Kumaso.

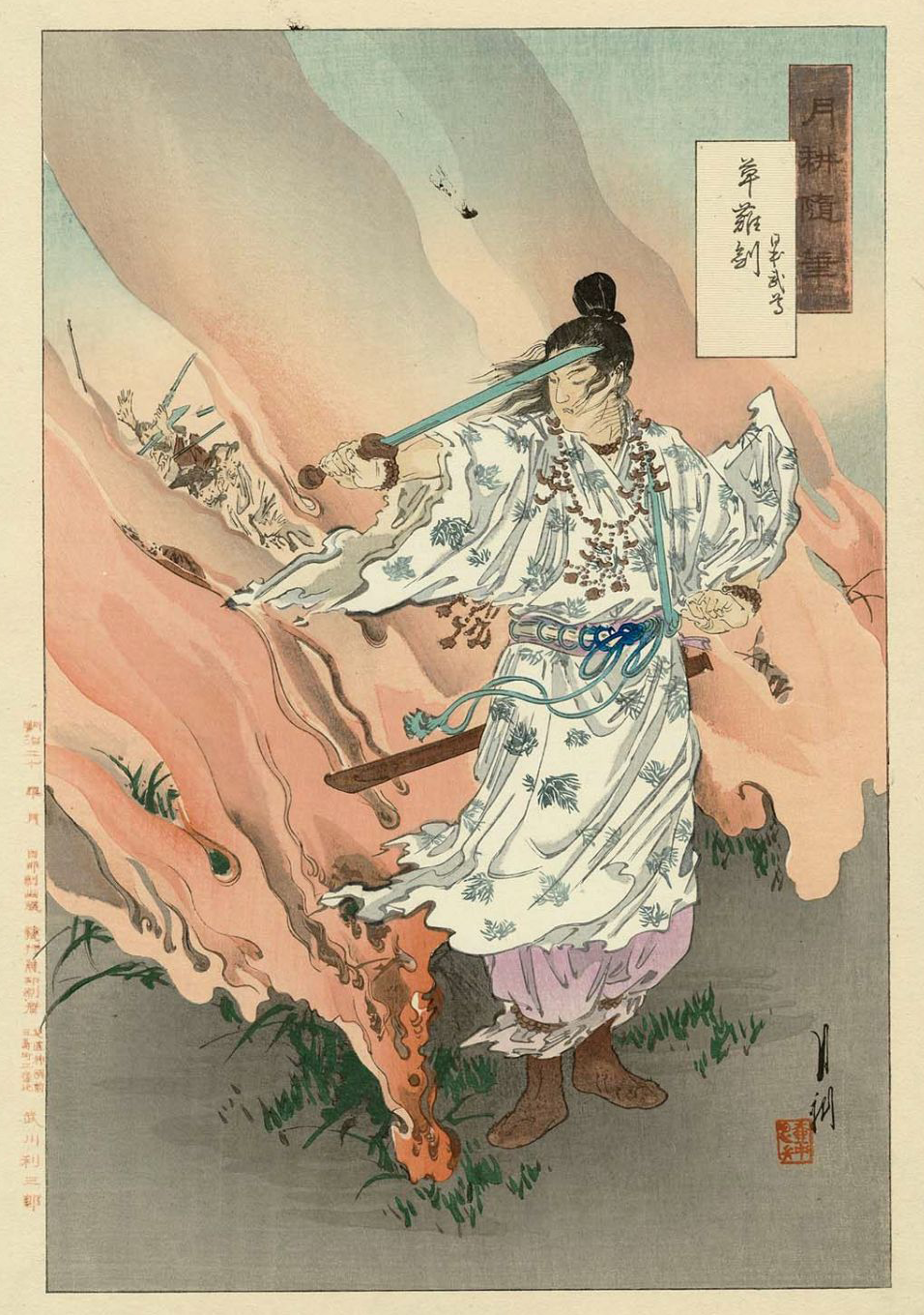
Yamato Takeru y su espada Kusanagi no Tsurugi

Las crónicas de su vida en el Kojiki y el Nihonshoki tienen la misma trama principal, pero hay diferencias significativas en el carácter del protagonista, la forma en que se interpreta la historia y la atmósfera general. El relato del Kojiki tiene fuertes elementos románticos y un fuerte sentido de la tragedia derivado del audaz protagonista y sus relaciones con su padre, el emperador, con quien está distanciado de él. Por su parte, en general, el Nihon-shoki tiende a alabar más al emperador, y el personaje es más leal y digno de confianza de su padre.
Según el Kojiki, el joven príncipe Ousu mató brutalmente a su hermano gemelo mayor, el príncipe Ōusu (en japonés: 大碓皇子, romanizado: Ōusu no Miko), al malentender unas instrucciones de su padre, el emperador Keikō, quien estaba celoso porque Ōusu se habría quedado con una de sus consortes favoritas. El emperador entonces le despreció y empezó a temer su temperamento brutal, y para mantenerlo a distancia, trazó un plan para que su hijo muriese en batalla y lo envió a la provincia de Izumo, actualmente la parte oriental de la prefectura de Shimane, y luego a la tierra de Kumaso, actualmente la prefectura de Kuamoto. Sin embargo, Ousu logró derrotar a sus enemigos. Al llegar a Kumaso, encontró que la casa de estos estaba rodeada por un triple ejército que se preparaba para una fiesta. Ousu, decidió entonces disfrazarse de sirvienta y con el pelo recogido, se coló en la fiesta y, en el momento álgido de la misma dio muerte a los hermanos Kumaso. Uno de estos, derrotado, lo elogió y le dio el título de Yamatotakeru, que significa «El Valiente de Yamato», pero la decisión del Emperador Keikō no varió.
Yamato Takeru pacificó entonces a los dioses de las montañas y los dioses de los ríos, y entró en Izumo, donde se hizo amigo de Izumo Takeru. Un día, sin embargo, cambió la gran espada de Izumo Takeru por una falsa y lo retó a combate, matándolo. 
El Emperador Keikō envió entonces a Yamato Takeru a las tierras orientales cuyos pueblos no obedecían a la corte imperial. Yamato Takeru se encontró con su tía la princesa Yamatohime-no-mikoto, la más alta sacerdotisa de Amaterasu en el Gran Santuario de Ise (en la provincia de Ise) y se lamentó ante ella: «mi padre desea que muera...». La princesa Yamatohime se compadeció y le prestó una espada sagrada llamada Ame no Murakumo no tsurugi (Kusanagi no tsurugi), que Susanoo, el dios hermano de Amaterasu, había encontrado en el cuerpo de la gran serpiente de ocho cabezas, Yamata-no-Orochi. También le dio un saco que debía abrir solo en caso de emergencia. Yamato Takeru fue entonces a las tierra orientales. 
En Sagami (actual prefectura de Kanagawa), Yamato Takeru fue engañado por el administrador de la tribu ainu de la región haciéndole creer que había un dios malévolo, y una vez Yamato Takeru estuvo en el lugar señalado se prendió fuego a los campos que lo rodeaban. Allí, abrió el saco que le había dado su tía, que contenía una piedra de pedernal, así que cortó y cortó la hierba con su espada Kusanagi y encendió un «fuego de bienvenida» para repeler las llamas. Cuando regresó con vida, Yamato Takeru mató a todos, prendió fuego a sus cadáveres y los quemó.  
Perdió a su esposa Ototachibanahime durante una tormenta, cuando se sacrificó a sí misma para calmar la ira del dios del mar. Derrotó a muchos enemigos en las tierras orientales, y cuenta la leyenda +que él y un anciano local compusieron el primer renga (poesía colaborativa) en la provincia de Kai y su tema fue el monte Tsukuba (actualmente en la prefectura de Ibaraki). La leyenda cuenta que a su regreso blasfemó contra un dios local del Monte Ibuki, que se encuentra en la frontera de la provincia de Omi y la provincia de Mino. El dios le maldijo y cayó enfermo.
A diferencia del relato del Kojiki, en la versión del Nihonshoki, Yamato Takeru y su padre mantienen una buena relación.
Según las fuentes tradicionales, Yamato Takeru enfermó y murió en el año 43 del reinado del emperador Keiko (景行天皇43年). Las posesiones del príncipe muerto se reunieron junto con la espada Kusanagi; y su viuda veneró su memoria en un altar en su casa. Tiempo después, estas reliquias, incluida la espada sagrada, fueron trasladadas a su ubicación actual en el santuario de Atsuta, en Atsuta-ku, Nagoya.

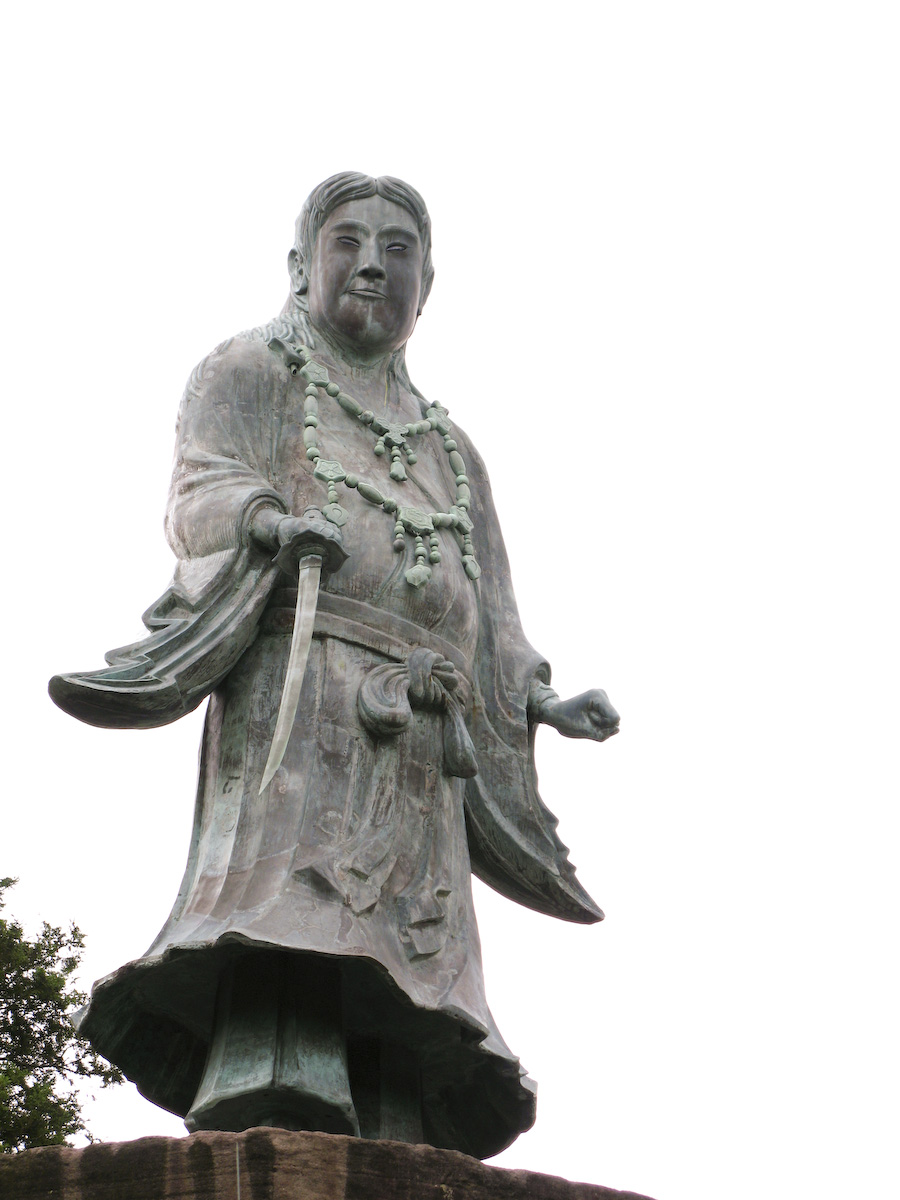
La estatua de Yamato Takeru en Kenroku-en

Se cree que Yamato Takeru murió en algún lugar de la provincia de Ise. Según la leyenda, el nombre de la Prefectura de Mie se obtuvo a partir de sus últimas palabras. Después su muerte, su alma se convirtió en un gran chorlito blanco y voló lejos, por lo que su tumba en Ise es conocida como el «Mausoleo del Chorlito Blanco». Una estatua de Yamato Takeru se encuentra en el parque-jardín de Kenrokuen en Kanazawa, Prefectura de Ishikawa.

## Mitología comparada
El antropólogo C. Scott Littleton ha descrito la leyenda de Yamato Takeru como «artúrica» debido a algunas similitudes estructurales con la leyenda del Rey Arturo. Los puntos comunes incluyen el uso de dos espadas mágicas, de las cuales la primera valida la autoridad del héroe. Asimismo, el papel de liderazgo de una banda de guerreros, la muerte a un enemigo tras entregar la espada a una figura femenina, un viaje al más allá, y otros. Littleton propuso que ambas leyendas descienden de un antepasado común iranio nororiental.